# Komety
Komety – polski zespół rockowy, zainspirowany głównie punk rockiem i rockabilly.
Początkowo zespół istniał jako drugi projekt muzyków warszawskiej grupy muzycznej Partia – Lesława i Arkusa. Jako Komety wystąpili po raz pierwszy  w 2002 roku, w filmie Przemysława Wojcieszka Głośniej od bomb. Jako datę powstania zespołu częściej podaje się jednak rok 2003,  kiedy Partia została rozwiązana, a Komety nagrały pierwszą płytę. Od początku istnienia grupy jej liderem jest Lesław, który jest także autorem tekstów i muzyki.

## Skład zespołu

### Obecny skład zespołu
- Lesław „Lesław” Strybel – wokal, gitara, autor tekstów i muzyki
- Sikor – gitara basowa, chórki
- Dżony – perkusja

### Byli członkowie zespołu
- Riczmond – gitara basowa, chórki
- Miko  – perkusja, chórki
- Teo – perkusja, chorki
- Pleban – kontrabas, chórki
- Pablo – gitara basowa, kontrabas, chorki
- Santiago – gitara basowa, chórki
- W. Szewko – gitara basowa, chórki, muzyka
- Arkus – perkusja – perkusja, chórki

## Dyskografia

### Albumy
- 2003 – Komety
- 2005 – Via Ardiente
- 2006 – Via Ardiente – wersja angielskojęzyczna
- 2006 – Komety 2004–2006
- 2007 – Akcja v1
- 2008 – Akcja v1 – wersja angielskojęzyczna
- 2008 – The Story of Komety
- 2008 – The Story of Komety – wersja polska
- 2008 – Złoto Azteków
- 2011 – Luminal
- 2014 – Paso Fino
- 2016 – Bal nadziei
- 2020 –  Alfa Centauri
- 2024 – Ostatnie Okrążenie[1]

### Singlewydane naCD/LP
- 2006 – W dżinsach i w swetrze
- 2006 – Kieszonkowiec Darek 2006
- 2007 – Wyglądasz źle
- 2010 – Osiemnaste urodziny
- 2011 – Mogłem być tobą
- 2013 – Nie mogę przestać o tobie myśleć

### Składanki
Utwory zespołu, które pojawiły się wyłącznie na składankach:
- Szara rzeczywistość (cover) razem z Niką z Post Regimentu – Tribute to Dezerter
- Tak mi źle (cover) – Prowadź mnie ulico vol. 2
- Mazurek Dąbrowskiego – ...jak zwyciężać mamy. Artyści polscy w hołdzie Mazurkowi Dąbrowskiego
- Love Disease (cover) – Tribute to Batmobile vol.2
- Telewizja (cover) – Tribute to Kryzys vol.2
- Ice Age (cover) – Warszawa. Tribute to Joy Division
- Warczą silniki – Warszawskie dzieci
- To jest tylko rock’n’roll (Lady Pank cover) – Wszystkie covery świata

Zespół znalazł się również na takich składankach jak:
Prowadź mnie ulico: vol.1, vol.2, vol.3, vol.4, vol.5; Psycho Atak Over Poland; Rock Around The ECC vol.1; Welcome To Circus Punk-A-Billy; Punks, Skins & Rude Boys now! (składanka wydawnictwa Jimmy Jazz Records, będąca częścią zina „Garaż”).
Zespół wykonał także cover utworu zespołu Vespa pod tytułem „Agnieszka”. Znalazł się on na singlu oraz albumie A Tribute to Vespa wydanym w 2017 r. przez Lou & Rocked Boys.

## Teledyski
- Tak czy Nie?
- Krzywe nogi
- To samo miejsce
- W dżinsach i w swetrze
- Nuda Nuda Nuda
- Blue Moon
- Kieszonkowiec Darek 2006
- Anna jest szpiegiem
- Wyglądasz źle
- Karolina
- Powiedz to teraz
- Nie mogę przestać o tobie myśleć
- Bal Nadziei